# Middelhagen
Middelhagen är en ortsteil i kommunen Mönchgut i Landkreis Vorpommern-Rügen i förbundslandet Mecklenburg-Vorpommern i Tyskland. Middelhagen var en kommun fram till 1 januari 2018 när den uppgick i Mönchgut. Middelhagen hade 603 invånare 2017.